# Physiculus coheni
Physiculus coheni är en fiskart som beskrevs av Paulin, 1989. Physiculus coheni ingår i släktet Physiculus och familjen Moridae. Inga underarter finns listade i Catalogue of Life.